# Ľuboš Micheľ
Ľuboš Micheľ, född 16 maj 1968 i Stropkov, är en slovakisk fotbollsdomare som bland annat dömt i fotbolls-VM 2002 och 2006. Han dömde även Champions League-finalen säsongen 2007-2008. Hans är dessutom politiker och VD för en bildäcksfabrik. Han fick 2009 ansvaret för den ukrainska toppklubben FK Sjachtar Donetsks internationella tävlingsspel, efter att tvingats avsluta sin domarkarriär i förtid på grund av en hälseneskada.
Matcher i VM 2002 som huvuddomare:
- Paraguay - Sydafrika (gruppspel)

Matcher i VM 2006 som huvuddomare:
- Sverige - Paraguay (gruppspel)
- Portugal - Mexiko (gruppspel)
- Brasilien - Ghana (åttondelsfinal) - Fakta om matchen
- Tyskland - Argentina (kvartsfinal) - Fakta om matchen